# Толл Ягами
Толл Ягами (яп. ヤガミ・トール Ягами То:ру, род. 19 августа 1962, Такасаки, Гумма) — японский музыкант, известен как барабанщик японской рок-группы BUCK-TICK. Толл Ягами — это псевдоним, которым Толл начал пользоваться ещё до того, как стал играть в Buck-Tick, он использует его как имя. Как он сам позже признался в своей абтобиографии "ヤガミ・トール　自伝『1977』"("Автобиография Ягами Тору『1977』"), вышедшей в 2018 году, настоящее его имя — Такаси Хигути (яп. 樋口隆 Хигути Такаси). Участники группы, а за ними и фанаты зовут его Ании (яп. アニイ, «Старший брат»). Также Толл является руководителем собственной компании Buck-Tick BANKER L.T.D.

## Краткая биография
Раздел написан на основе официальной биографии группы
Первым музыкальным инструментом Толла Ягами была гитара, на которой он пытался играть, когда учился в средней школе, но он быстро её забросил.
После смерти старшего брата, весной 1977, Толл решил оставить себе его ударную установку и научился играть на ней.
Толл создал свою первую группу, ещё когда учился в средней школе. У этой группы не было названия, он организовал её для участия в школьном фестивале. Они исполняли песни группы CAROL, которая тогда им нравилась.
Когда Толл окончил среднюю школу, группа, которую он собрал для выступления на фестивале, все ещё продолжала существовать, он решил назвать её SHOUT, они по-прежнему играли песни своих любимых групп CAROL и COOLS. SHOUT выступали самостоятельно, а также играли на дискотеках.
Одержимый идеей стать профессиональным музыкантом, Толл совершенно забросил школу, и после первого семестра первого класса старшей школы его отчислили за многочисленные прогулы.
В 1983 году Толл собрал новую группу, назвав её SPOTS, зашифровав в названии упоминание о Sex Pistols. SPOTS со временем была переименована в S.P. и постоянно претерпевала изменения в составе, так как остальные участники группы не были заинтересованы в том чтобы стать профессиональными музыкантами так, как Толл.
В 1985 S.P. приняли участие в конкурсе EAST-WEST, призом победителю которого был контракт со звукозаписывающей компанией. Но, сразу после выступления группа распалась. В этом фестивале, также принимала участие тогда ещё начинающая группа LÄ-PPISCH.
В конце 1985 года, когда первый вокалист Buck-Tick — Араки — покинул группу, а Ацуси Сакураи, который раньше играл на ударных, стал новым вокалистом, младший брат Ягами — басист Buck-Tick Ютака Хигути — уговорил Толла стать их барабанщиком и переехать в Токио. С того времени Толл Ягами — бессменный барабанщик Buck-Tick. Также Толл является автором слов к двум песням Buck-Tick: «FEAST OF DEMORALIZATION» (альбом «TABOO») и «DIZZY MOON» (альбом «Aku no Hana»).

## Имя
Толл взял себе псевдоним ещё когда начал выступать вместе со SPOTS. Ягами, записанное катаканой он выбрал потому, что ему нравился её заостренный вид, имя Толл он взял в честь погибшего брата Тору.
Имя Толла записывается ромадзи, как Yagami Toll или катаканой ヤガミ・トール. Но, даже в официальных источниках встречались различные варианты, чаще вследствие опечаток. Так на первом альбоме Buck-Tick «HURRY UP MODE» написано YAMAGAMI TOHRU ромадзи и ヤマガミトオル (Ямагами Тоору) катаканой. В титрах концерта Buck-Tick «Satellite Circuit» также написано TOHRU. Кроме того, в нескольких журналах «Pati-Pati Rock’n’Roll», встречается опечатка только в имени, при написании ромадзи — Tall Yagami.

## Проекты
Посвящённые Джону Бонэму
В 1998 году Толл принял участие в записи композиции «HOT DOG» для трибьют-альбома «Super Rock Summit～天国への階段～» (яп. 天国への階段 Тэнгоку-э но каидан, «Лестница на небеса»), посвящённого 50-летию Джона Бонэма (барабанщика Led Zeppelin). Альбом вышел 17 марта 1999 года.
Также в 2008 году Толл принял участие в концерте, посвящённом Bonzo, совместно с другими барабанщиками, во время которого исполнялись песни Led Zeppelin. Выступление состоялось 25 сентября (день смерти Джона Бонэма) в «Show Boat». В событии также принимали участие: Масафуми Минато (DEAD END), Косэки Сумитада, Масатака Фудзикакэ. Также в качестве специального гостя там появился Сюити Мураками, известный как Понта (яп. ポンタ, PONTA).
Yagami Toll & The Blue Sky
В 2004 году, когда почти все участники Buck-Tick были заняты своими проектами, Толл вместе с The Blue Sky и Optical Surfers организовал свой проект, назвав его Yagami Toll & The Blue Sky. Толл выступает в роли барабанщика и вокалиста, также он написал музыку и слова к некоторым песням альбома. Группа выпустила всего один альбом под названием «1977/Blue Sky» (28 июля 2004). Он посвящён старшему брату Толла, погибшему весной 1977 года, который оказал большое влияние на становление Толла как музыканта и на его музыкальные пристрастия. Песня «F.M.B.» с этого альбома является кавер-версией песни группы CAROL «Funky Monkey Baby». Группа не выпустила ни одного видео и не давала концертов в поддержку альбома.

## Дискография
В составе BUCK-TICK (см. Дискография Buck-Tick)
Yagami Toll & The Blue Sky
- Альбом «1977/Blue Sky» (28 июля 2004 года)

| Название песни                                                | Слова                                          | Музыка                                     | Слова на английском                              |
| ------------------------------------------------------------- | ---------------------------------------------- | ------------------------------------------ | ------------------------------------------------ |
| HOLE 1                                                        | Толл Ягами                                     | Толл Ягами                                 | Перевод слов на английский: Майкл (яп. まいける) |
| Wet Dream                                                     | —                                              | The Blue Sky                               |                                                  |
| japaiccan                                                     | —                                              | Optical Surfers                            |                                                  |
| Bokyaku no Kanata (яп. 忘却の彼方, «Другая сторона забвения») | папа Майкла (яп.まいけるパパ)                  | The Blue Sky                               |                                                  |
| CHAKUMERO (Love Forever)                                      | Optical Surfers                                | The Blue Sky                               |                                                  |
| B.A.K.A.T.O.L.L.                                              | Optical Surfers                                | Optical Surfers                            | Английские слова: Майкл                          |
| ALASKA                                                        | —                                              | The Blue Sky                               |                                                  |
| JAZZ ONE                                                      | —                                              | The Blue Sky                               |                                                  |
| She’s not mine                                                | —                                              | The Blue Sky                               |                                                  |
| Don’t Worry About Me                                          | —                                              | The Blue Sky                               |                                                  |
| F.M.B.（WAVE Mix）                                            | Джонни Окура (яп. ジョニー 大倉 Дзёни: О:кура) | Эйкити Ядзава (яп. 矢沢永吉 Ядзава Эйкити) |                                                  |
| 1977 / Blue Sky（DUO Version)                                 | Толл Ягами                                     | Optical Surfers                            | Перевод слов на английский: Майкл                |
| WE ARE HERE                                                   | Optical Surfers                                | Optical Surfers                            |                                                  |
| HOLE 2（109 Mix）                                             | Толл Ягами                                     | Толл Ягами                                 | Перевод слов на английский: Майкл                |
| F.M.B.(ordinary Version）                                     | Джонни Окура (яп. ジョニー 大倉 Дзёни: О:кура) | Эйкити Ядзава (яп. 矢沢永吉 Ядзава Эйкити) |                                                  |
| 1977 / Blue Sky （Gtr Analog Mix）                            | Толл Ягами                                     | Optical Surfers                            | Перевод слов на английский: Майкл                |

В записи принимали участие
- Ударные и вокал: Толл Ягами
- Бас-гитара: The Blue Sky и Optical Surfers
- Гитара: The Blue Sky и Optical Surfers
- Клавишные: The Blue Sky и Optical Surfers
- Голос: The Blue Sky, SUZU, Optical Surfers, папа Майка и много друзей
- The Blue Sky: Хосе Тино ПеПе (Jose Tino PePe) и Майкл
- Optical Surfers: Алекс Тамаги (Alex Tamagi) и Джеймс Норвуд (James Norwood)